# Lisette Moelker
Elisabeth Maria (Lisette) Moelker (Naaldwijk, 23 september 1991) is een voormalig Nederlandse handbalster.
Moelker kwam uit op het hoogste niveau in de Nederlandse Eredivisie voor diverse clubs en beëindigde haar topsportloopbaan bij HV Hellas waar ze ook al eerder had gespeeld. Ze kwam uit als international in diverse jeugdselecties van 17 tot 20 jaar. Ze studeerde sociaal pedagogische hulpverlening aan de Haagse Hogeschool waar ze haar bachelordiploma behaalde in 2016.  